# Fosfoglicerato mutasi
Il fosfoglicerato mutasi (PGM) è un enzima che catalizza l'ottava reazione della glicolisi. Catalizza il trasferimento interno di un gruppo fosfato da C-3 a C-2 come frutto della conversione 3-fosfoglicerato (3PG) a 2-fosfoglicerato (2PG) attraverso uno stadio intermedio a 2,3-bifosfoglicerato. Nella reazione la fosfoglicerato mutasi sfrutta la presenza di una istidina fosforilata, nel sito attivo dell'enzima, come donatorice di un gruppo fosforilico. Questo viene donato al C2 del 3 fosfoglicerato formando l'intermedio 2,3-bisfosfoglicerato; a questo punto l'enzima prende il gruppo fosforilico in posizione 3 producendo il prodotto finale.
Questo enzima è classificato in due diverse classi: cofattore-dipendente (dPGM) e cofattore-indipendente (iPGM). L'enzima dPGM (EC 5.4.2.11) è costituito da circa 250 aminoacidi ed è presente in tutti i vertebrati e in alcuni invertebrati, come funghi e batteri. L'iPGM (EC 5.4.2.12) si trova in tutte le piante e alghe e in alcuni invertebrati, come funghi e batteri gram-positivi. La classe di enzima PGM condivide la stessa superfamiglia fosfatasi alcalina.